# Спиращия войната
Спиращия войната (в предишни издания на български с име „Спиращият войната“) е фентъзи роман, написан от американския писател Брандън Сандерсън. Първото издание е публикувано на 9 юни 2009 г. в САЩ от Tor Books.
Сандерсън пуска няколко ревизии на текста на книгата под лиценз Creative Commons (CC BY-NC-ND 3.0 US), една глава в даден момент. Целият роман, включително по-старите чернови, е достъпен в цифров формат от уебсайта на Сандерсън. „Спиращия войната“ е добре приет от рецензенти.

## Кратко описание
„Спиращия войната“ разказва историята на две принцеси от измислената държава
Идрис, Вивена и Сири. Вивена, чрез договор, написан преди да се роди, е задължена да се омъжи за Бога Крал на съперничещата нация Халандрен. Крал Деделин обаче изпраща другата си дъщеря Сири да изпълни договора вместо това.
Вивена я следва до Халандрен с надеждата да спаси Сири от нейната съдба. При пристигането си в Халандрен, Вивена се среща с Лемекс, един от шпионите на баща ѝ в града, но той се разболява и умира малко след това – макар и не преди да ѝ завещае голямата си сума от БиоХроматичен дъх (което се смята за еретично от идрисците).
Вивена се присъединява към Дент и Тонкх Фах, наемници, които са работили същото при Лемекс, и заедно започват да извършват партизански атаки срещу провизионните складове и конвоите на Халандрен, които, надяваме се, ще дадат предимство на идрисците в привидно неизбежната война.
Сири, след като е прекарала много ужасени нощи в очакване Бога Крал да се размножи с нея, открива, че той всъщност не е заплашителният, плашещ Бог, за какъвто си е мислила, а езикът му е бил отрязан от неговите свещеници, което го прави нищо повече от фигурант. Въпреки че е интелигентен, той притежава детски поглед, тъй като образованието му е било отказано. Сири учи Бога Крал да общува чрез писане и с течение на времето те се научават да се грижат един за друг и се влюбват. Въпреки това, Сири вярва, че свещениците тайно заговорничат да убият нея и Бога Крал, ако роди наследник, и се страхува, че Халандрен скоро ще започне война срещу Идрис. Сири намира потенциален съюзник в неортодоксалния бог Лайтсонг, който е измъчван от кошмари на война и се бори да открие целта си.
Обратно в града, Вивена открива, че Дент и Тонк Фах не работят за нея, а срещу нея, тъй като са били наети от неизвестна трета страна, за да подклаждат войната с Идрис, и тя едва успява да избяга от тяхното попечителство с живота си. След като се криеше и живееше в мизерия в бедняшките квартали в Халандрен, населявани от идрисци в продължение на седмици, Вивена е взета от Вашер, мистериозен мъж, който може да използва своя БиоХроматичен дъх, за да пробужда предмети, изкуство, в което той е невероятно опитен. Той владее меч, наречен Нощна Кръв, оръжие, създадено в БиоХроматичен експеримент и което притежава чувствителност. Заедно Вивена и Вашер работят, за да отменят щетите, нанесени от Дент, и да предотвратят войната.
Вивена убеждава Вашер да се опита да спаси сестра ѝ Сири от двореца на Бога Крал. Въпреки това, Вашер е заловен и измъчван от Дент, за когото се разкрива, че е работил за слугите от Пан Кал на Бога Крал, които се опитват да подстрекат война между идрисците и халендренците, за да могат да завземат града за себе си.
Слугите от Пан Кал залавят Сири, убиват много от свещенослужителите на Бога Крал и хвърлят Бога Крал в тъмницата. Лайтсонг и много от другите богове също са пленени. Слугите от Пан Кал, след като са получили Командите да контролират безжизнената армия на града, ги изпращат да атакуват идрисците и да започнат войната. Въпреки това, Лайтсонг, затворен в подземието заедно с Бога Крал, се жертва, като дава на Бога Крал своя БиоХроматичен дъх. Това лекува краля, връщайки му езика му и му позволявайки достъп до божественото му хранилище на БиоХроматична сила. Бога Крал използва своята магия, за да спаси Сири от слугите на Пан Кал точно когато тя е на път да бъде убита. Междувременно Вивена използва собствените си начинаещи БиоХроматични сили, за да проникне в двореца на краля Бог и да освободи Вашер, който убива Дент.
Вивена и Сири се събират отново. Въпреки това, дори и с почти неограничената власт на Бога Крал, безжизнената армия не може да бъде спряна. След това Вашер разкрива, че той всъщност е един от Петимата учени – древни същества, които първоначално са открили Командите за използване на БиоХроматично дихание – и дава на Божествения крал кода, за да събуди тайната армия на града от почти неразрушими безжизнени войници, познати като Д'Денир, които са бяха скрити на видно място из целия град като статуи. Тези войници са изпратени да унищожат безжизнената армия, преди да успее да стигне до Идрис.
Докато Сири и Бога Крал започват ново управление и живот заедно, Вивена се присъединява към Вашер, докато той тръгва на поредната мисия към далечна земя.

## Пробуждане
Книгата използва система за магия, „Пробуждане“, която позволява на Пробуждащите да вдъхват живот на обектите, както и да предоставят ползи директно на маговете, докато държат „Биохроматичното дихание“, източникът на тяхната сила, като перфектна височина, перфектно разпознаване на цветовете, перфектно разпознаване на живота и невъзможност за остаряване. Използването на Пробуждането източва цветовете от околните обекти и колкото по-малко цветен е даден обект, толкова по-трудно е да се приложи Пробуждане към него. Системата е възхвалявана като уникална и оригинална магическа система.

## Герои
- Сири: Най-малката дъщеря на крал Деделин от Идрис, която има репутация на лошо поведение и се бори да се вмести сред резервираните идрисци. Сири се озовава неочаквано изпратена в Халандрен, където трябва да се омъжи за Бога Крал.
- Вивена : Най-голямата дъщеря на крал Деделин от Идрис и тази, която е най-обичана от баща си. Тя се смята за примерен гражданин на Идрис, сдържана, умерена и скромна. Тя е била обучавана през целия си живот с очакването да бъде изпратена в Халандрен, за да бъде булка на Бога Крал.
- Сузеброн: Богът Крал на Халандрен, завърнал се владетел, който притежава повече дъх от всяко живо същество.
- Лайтсонг Смелия: Завърнал се бог на смелостта, който се съмнява в собствената си божественост и се наслаждава да оспорва очакванията на Халандрен за божественост.
- Катинар: Преданият и благочестив първосвещеник на Лайтсонг Смелия.
- Трилидийс: Върховният жрец на Сузеброн.
- Дент: Любезен и висококвалифициран наемник, който е наеманик на Вивена.
- Тонкх Фах: мускулестият, но по-малко ярък партньор на Дент.
- Сини пръсти: Слуга със среден ранг в двореца на Бога Крал, от произхода на Пан Кал.
- Блашуивър: Невероятно красива Завърнала се богиня, която е близка приятелка на Лайтсонг.
- Парлин: идриски приятел и спътник на Вивена.
- Вашер: Мистериозен и много мощен Пробуждаш, който преследва неизвестни цели в Халандрен. Той владее меча Нощна Кръв.
- Нощна Кръв: Магически, невероятно мощен съзнателен меч, управляван от Вашер.

## Основни теми
Според Сандерсън, „подструктурата на „Спиращия войната“ е тази на разкритията.“ В ранните глави Сандерсън започва да показва размяна на ролите и нагласите на главните герои Сири и Вивена. Чрез контраста между цивилизациите на Халандрен и Идрис се показват няколко основни теми. Единият е недоразуменията, които могат да възникнат между две култури, и пристрастията, които могат да произтекат от тях. Това отчасти се вижда от малтретирането на идриски работници, които се смятат за скучни, ненадеждни и задушни. Другият е как две култури могат да тълкуват историята по различен начин – халандренците смятат идрисците за бунтовници, докато идрисщите смятат себе си за законни владетели.

## Продължение
Сандерсън е обсъдил възможността да напише друга книга в света на „Спиращия войната“. Няма да е продължение (в най-строгата дефиниция на термина), тъй като първата книга е написана като самостоятелен роман. Сандерсън не е заявил нищо за възможно местоположение, събития или участващи герои. Възможно име за втората книга е Nightblood, което е името на живия меч Нощна Кръв, който се носи от Вашер, един от главните герои на „Спиращия войната“
Аспекти на „Спиращия войната“ – особено двама от неговите герои и мечът Нощна Кръв – се появяват в някои книги в поредицата „Летописите на Светлината на Бурята“, който споделя свързаната вселена на Сандерсън „Космер“.